# 로메오 라비아
로메오 라비아 (Roméo Lavia, 2004년 1월 6일 ~ )는 벨기에의 축구 선수이며, 프리미어리그의 첼시에서 수비형 미드필더로 뛰고 있다.

## 클럽 경력
라비아는 벨기에 클럽 안더레흐트의 유소년 시스템에서 성장했다. 2020년 여름, 라비아는 안더레흐트를 떠나 맨체스터 시티로 이적하며 첫 프로 계약을 체결했다.
2022년 7월 6일, 라비아는 사우샘프턴에 합류하여 5년 계약을 체결했다. 2023년 8월 18일, 라비아는 첼시에 합류했고, 7년 계약을 체결했으며, 초기 이적료는 £5300만에 추가 금액이 더해질 것으로 알려졌다.

## 국제 경력
2019년, 그는 벨기에 U15 유소년 팀에서 공식 경기를 한 차례 출전했고, 벨기에 U16 팀에서도 한 차례 출전해 한 골을 기록했다. 2023년 3월 17일, 그는 벨기에 성인 국가대표팀의 감독 도메니코 테데스코에 의해 처음으로 UEFA 유로 2024 예선 스웨덴과의 경기와 독일과의 친선 경기를 위해 소집되었다.